# Хорватия в Первой мировой войне

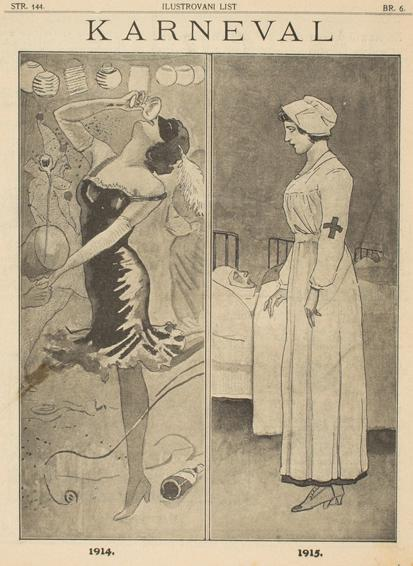
Карикатура из журнала «Carnival» (1915), показывающая резкий контраст довоенной и военной жизни в Загребе

Хорватия во время Первой мировой войны — частью истории Хорватии, охватывающая период Первой мировой войны (1914—1918). В начале войны, в 1914 году, Хорватия входила в состав Австро-Венгерской империи — территория современной Республики Хорватия была административно разделена между австрийской и венгерской частями империи: Междумурье и Баранья были в составе венгерской части (Transleithania), Королевство Хорватия и Славония было отдельной полуавтономной частью (формально также под юрисдикцией Венгрии), Далмация и Истрия были в составе австрийской части (Цислейтания), в то время как город Риека был известен как Свободный город Фиуме и имел полуавтономный статус.
Объединение территорий, населенных хорватами, было фундаментальной проблемой, которая не была решена с созданием двойной австро-венгерской монархии в 1867 году. Избыток политических проблем в самой Австро-Венгрии, усугубленный Балканскими войнами, привел к беспорядкам, забастовкам и серии убийств в Хорватии в начале Первой мировой войны. Среди политических идей того времени преобладали идеи, заключавшиеся в том, чтобы территория современной Хорватии оставалась в империи, но и иным политико-экономическим статусом — или в объединении с Сербией и Черногорией, образуя тем самым отдельное южнославянское государство (Югославию). Во время войны политические акции были крайне ограничены, а значительная часть власти принадлежала австро-венгерским военным властям. В результате, призывы к созданию единого южнославянского государства были приравнены к государственной измене.
Во время Первой мировой войны хорваты воевали, главным образом, на Сербском фронте, Восточном фронте и Итальянском фронте — против Сербии, России и Италии, соответственно; небольшое число хорватов сражалось также и на других фронтах Великой войны. Некоторые хорваты — в основном американцы хорватского происхождения или дезертиры из Австро-венгерской армии — сражались на стороне Антанты. Хорватия понесла большие людские и экономические потери во время войны, которые только усугублялись вспышкой пандемии испанского гриппа (испанки) в 1918 году. Потери хорватских военных составили около 190 000 человек — в некоторых источниках приводятся данные о 137 000 погибших военных и 109 000 жертв среди гражданского населения.
Когда неизбежность поражения и краха Австро-Венгрии стала очевидной, 29 октября 1918 года хорватский парламент объявил о выходе страны из состава империи. Хорватия впоследствии присоединилась к недолго просуществовавшему Государству словенцев, хорватов и сербов, которое 1 декабря 1918 года объединилось с Сербией для образования Королевства сербов, хорватов и словенцев.

## Ситуация в Хорватии

### Начало войны
По прибытии известия об убийстве эрцгерцога Франца Фердинанда, произошедшем 28 июня 1914 года в Сараево, в Хорватии сразу сложилась «дискомфортная» и напряженная ситуация. Вечером того же дня, когда было совершено покушение, хорваты провели торжественные парады и собрания с фотографиями убитого наследника на троне и хорватскими флагами. Члены Партии прав (хорв. Stranka prava) оказались затронуты смертью эрцгерцога, поскольку в прошлом он «выражал сочувствие» хорватским интересам. Тем не менее, некоторые историки полагают, что крайне маловероятно, чтобы Франц Фердинанд, стань он императором, ввел бы в стране триалистскую монархию с тремя равноправными частями: Австрией, Венгрией и Хорватией.
Члены Партии прав использовали самые незначительные поводы и общую «атмосферу горечи», чтобы возглавить антисербские демонстрации. После того, как кто-то бросил камень в парад, его участники разгромили магазины, принадлежавшие сербам, а также кафе и места сбора про-югославских политиков. Депутаты Хорватско-сербской коалиции подверглись серии нападений; члены Социал-демократической партии Хорватии и Славонии  провели акцию протеста против подобного насилия. В то же время, в результате крупных беспорядков в Вене, Будапеште и серьезных инцидентов в кондоминиуме Боснии и Герцеговины (где было много раненых и убитых), конфликт с югославски-ориентированными гражданами и ассоциациями произошел во многих городах Хорватии. Именно в это время было разрушено здание сербского общества Душан силни в Дубровнике; сообщалось также о беспорядках в Задаре, Метковиче, Белове, Вировитице и Конавле, во время которых демонстранты сожгли сербский флаг. В Лаково и Славонски Брод беспорядки стали настолько сильными, что местными властями были запрошены армейские подкрепления, а в городе Петриджа был введен комендантский час. В Вуковаре и Земуне полиции удалось предотвратить новые столкновения.
Сообщалось и о случаях провокации со стороны сербов, проживавших в стране и «выражавших радость» по поводу убийства. В частности, 14 сербов были арестованы в Задаре за «празднование убийства». Некоторые про-югославские политики, такие как Анте Трумбич и Франко Супило, решили эмигрировать, чтобы избежать судебного преследования. Известный хорватский скульптор и архитектор Иван Мештрович в тот период переехал в Соединенные Штаты.
Внеочередная сессия парламента Хорватии, которая была созвана для того, чтобы прочитать клятву верности Империи и заявление о соболезновании императорской семье, была прервана обвинениями и упреками в адрес правящей хорватско-сербской коалиции со стороны членов Партии прав.
26 июля в стране была объявлена частичная мобилизация. На следующий день был введён запрет на свободу собраний. После объявления войны (28 июля) в Загребе было проведено множество акций протеста. Поскольку последний конфликт, в котором участвовала Хорватия, был в 1878 году, и поскольку во всей Европе почти за пятьдесят лет мира и относительной стабильности война была забыта как явление — по стране прокатилась волна шока. Цены на продовольствие повысились сразу — поэтому правительство решилось их заморозить. Все ассоциации граждан, кроме связанных с пожаротушением и благотворительностью, были закрыты.